# Костел святого Франциска (Делятин)
Костел святого Франциска — чинний костел Римо-католицької церкви в селищі Делятин Івано-Франківської області.

## Історія
До 1857 року місцева латинська громада підпорядковувалася Надвірнянській парафії і не мала свого власного храму, незважаючи на особисте відвідування міста Делятин Надвірнянського повіту цісарем Францом-Йосипом І в 1851 році. 31 липня 1857 року австрійський уряд офіційно створив в Делятині капеланію з патронатом Релігійного фонду, включивши до її складу півтора десятки навколишніх сіл. Тоді ж було закладено наріжний камінь до фундаменту костелу святого Франциска, як святого покровителя імператора.
Будівництво костелу було повністю закінчено в 1865-ому, а освячення відбулося у Святвечір 24 грудня того ж року отцем А. Яблонським. При цьому офіційно в свої права делятниська капеланія вступила лише майже дванадцять років потому з благословіння архиєпископа Францішека Ксаверія Вежхлейського.
Консекрацію проведена архієпископом Северином Титусом Моравським відбулась 2 вересня 1882 року, тільки після цього парафія з’явилася на сторінках офіційних документів місцевого представництва Католицької церкви.
Значне руйнування костелу (пошкоджені вежа та дах), яке спричинила Перша світова війна, Польська Республіка, яка отримала контроль над західноукраїнськими землями за її підсумками, усунула лише в 1924-ому.
Після Другої світової війни окупаційна радянська влада в 1945 році зачинила костел для парафіян та мес, розмістивши військовий склад до 1970 року, а потім цех Делятинського лісокомбінату.
Після відновлення незалежности України 18 серпня 1994 року костел повернули громаді, яка своїми силами і закінчувала реставраційно-відновлювальні роботи. Повторна консекрація оновленої католицької святині була проведена 25 вересня 2016 року митрополитом Львівським архиєпископом Мечиславом Мокшицьким.
15 листопада 2020 року архиєпископ Мечислав Мокшицький звершив канонічну візитацію в парафію Успіння Пресвятої Діви Марії у місті Надвірна та парафію святого Франциска в смт Делятин.

## Галерея

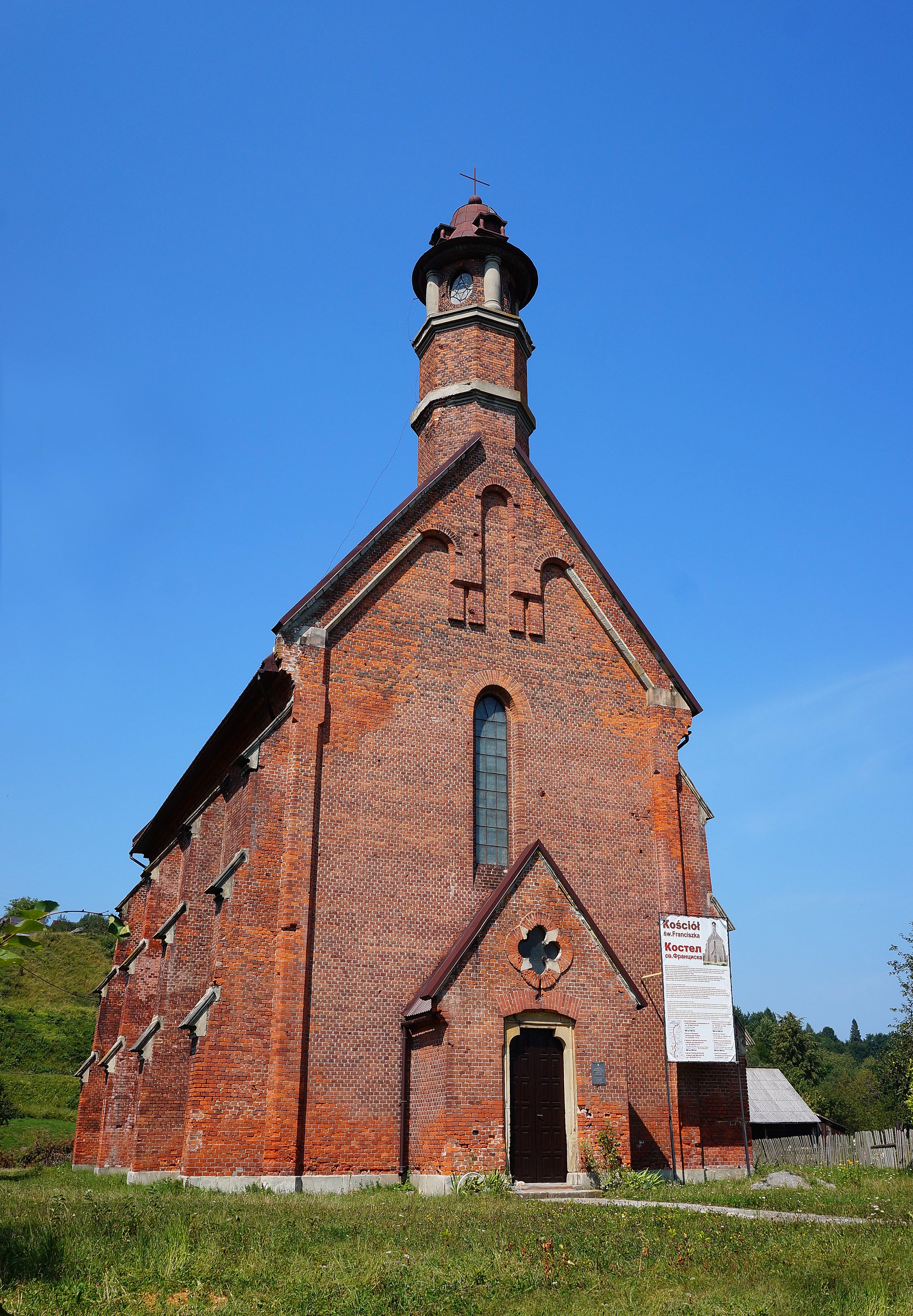
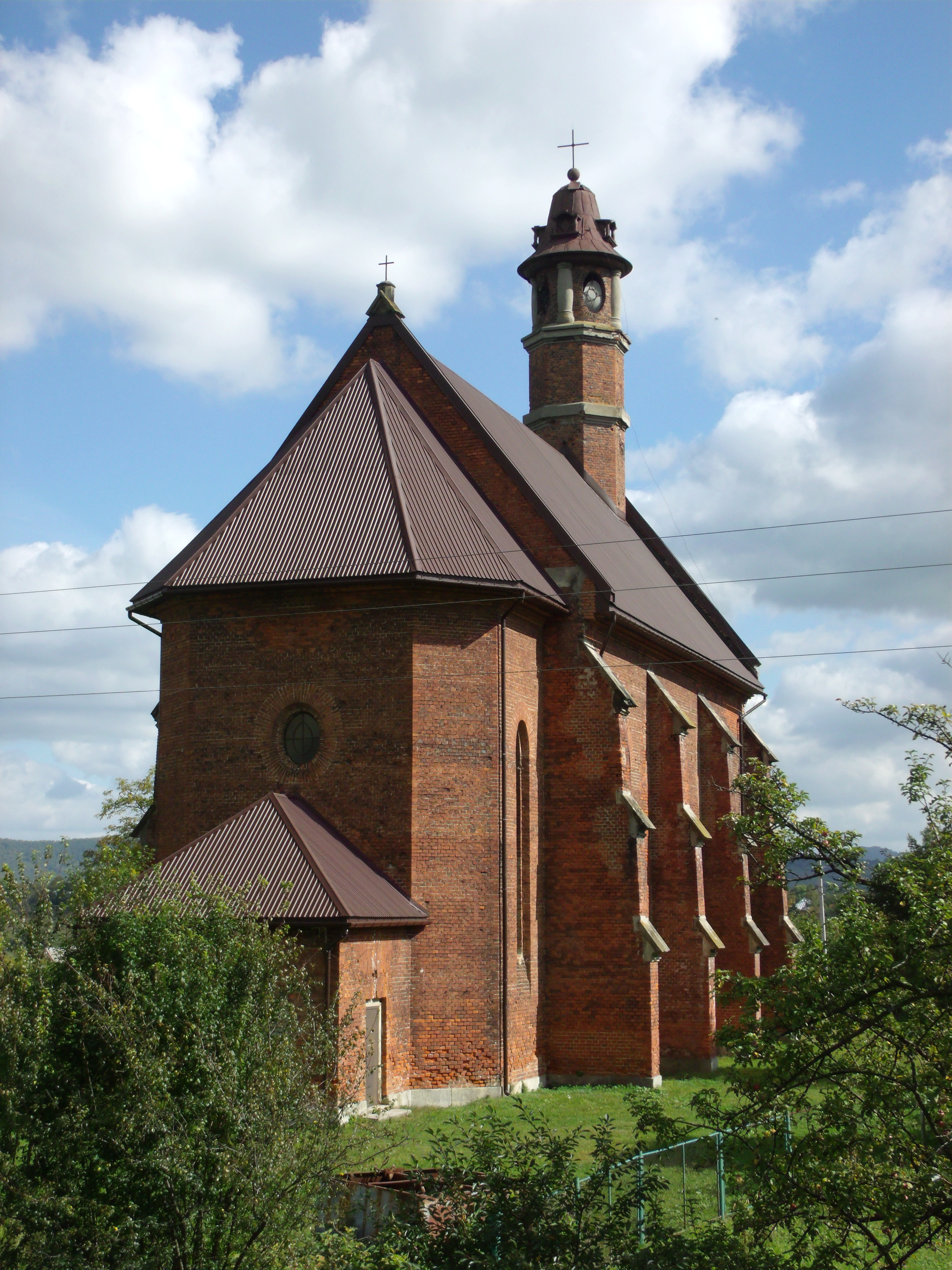
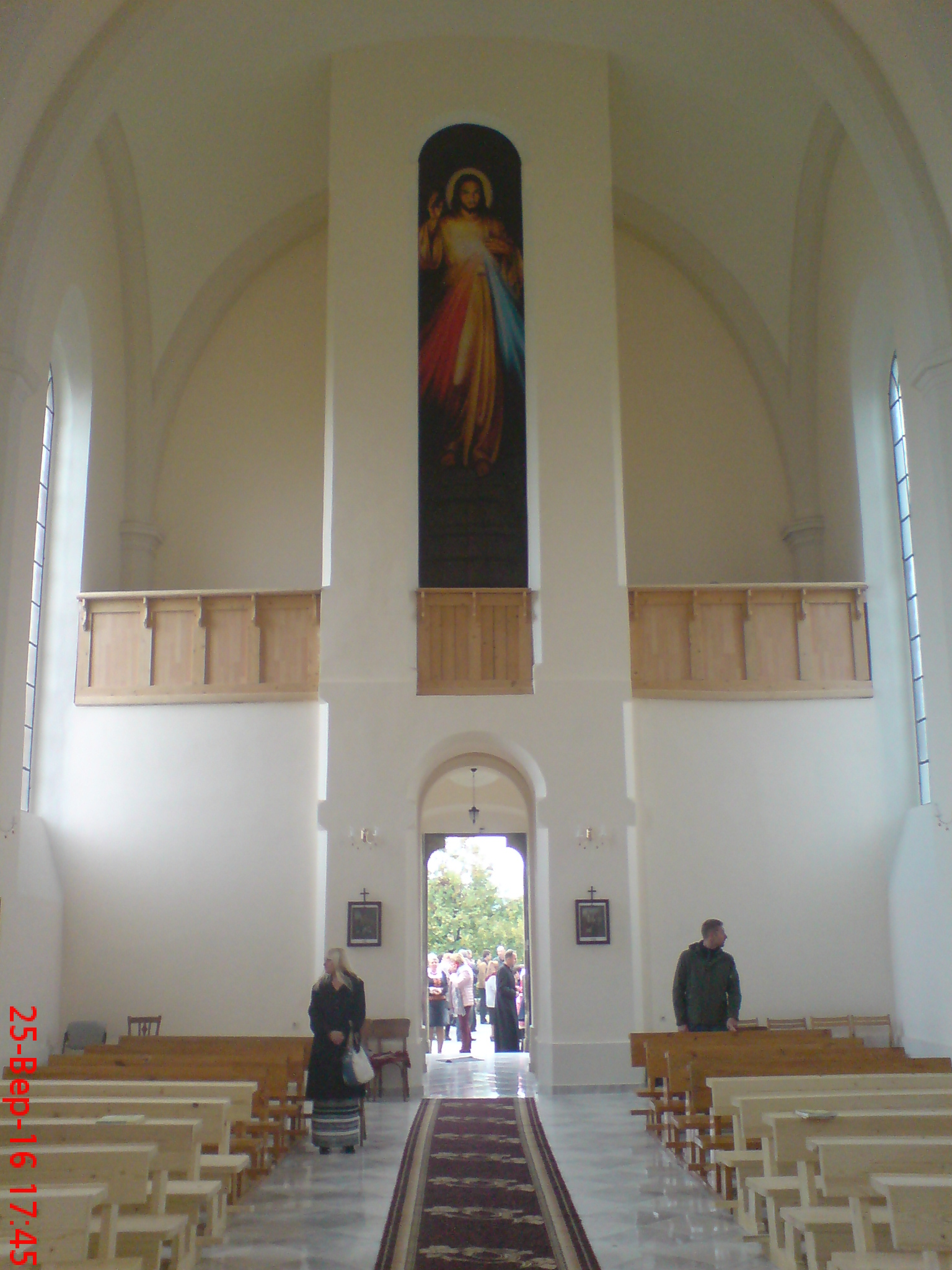
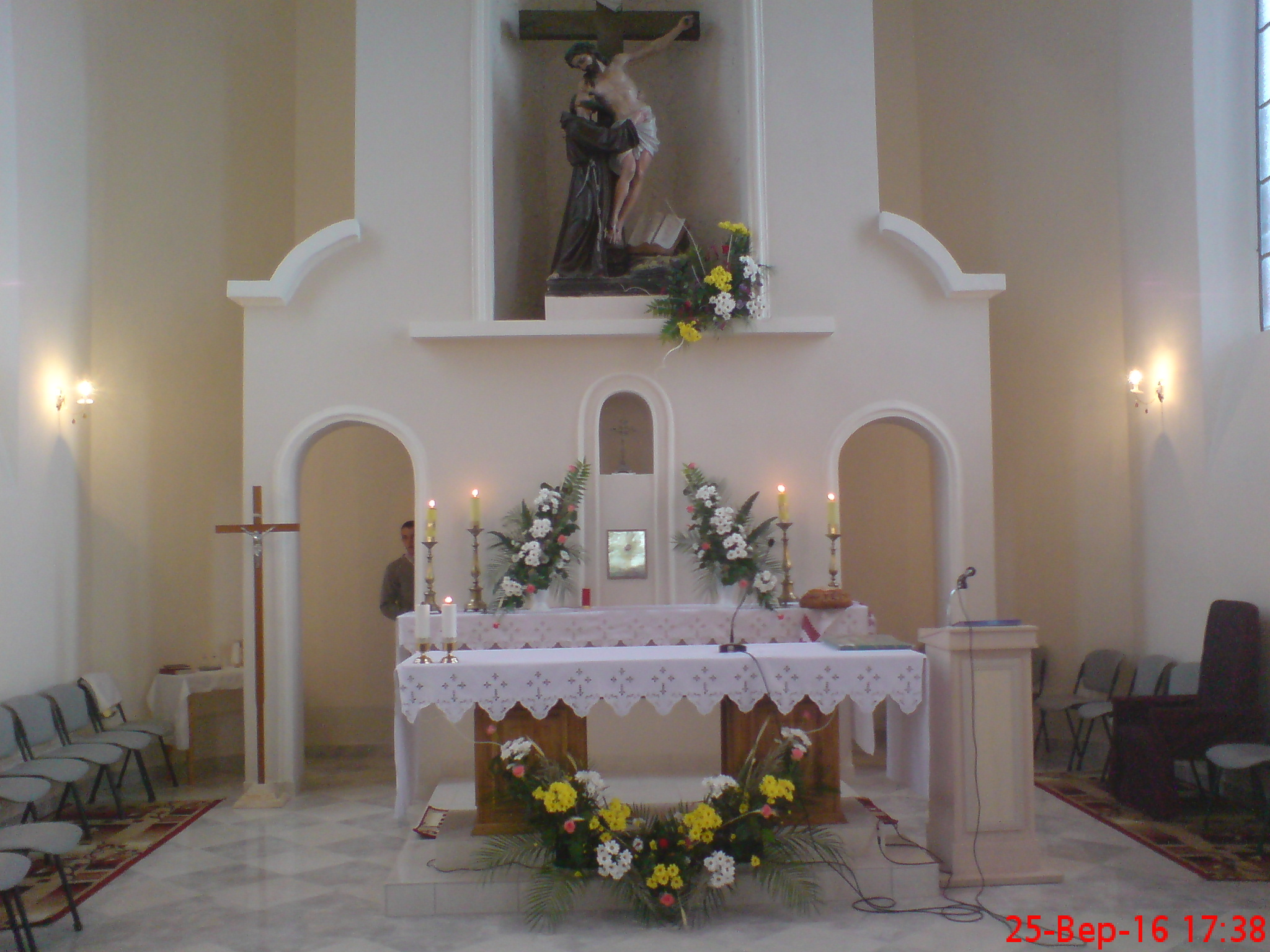
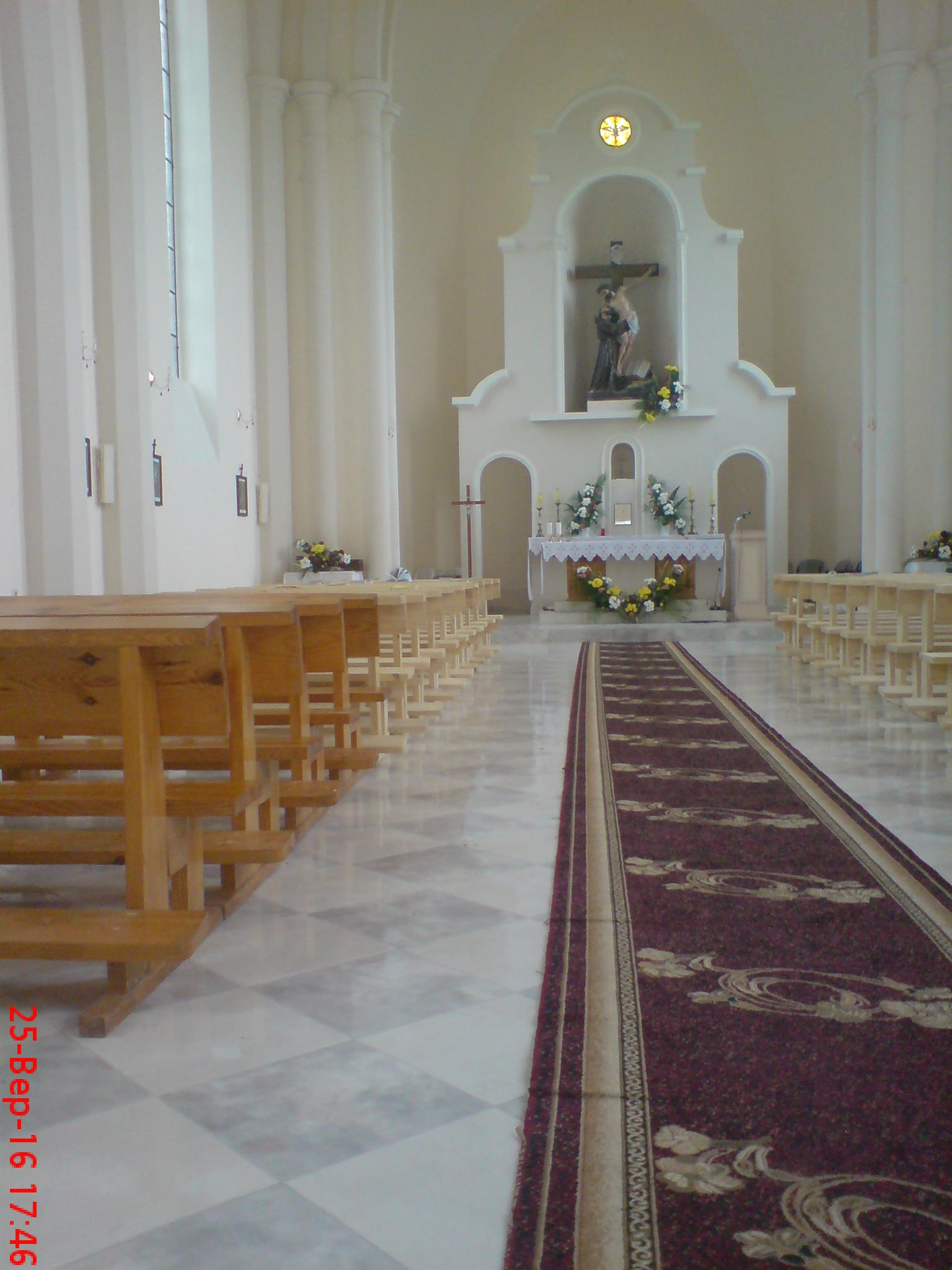
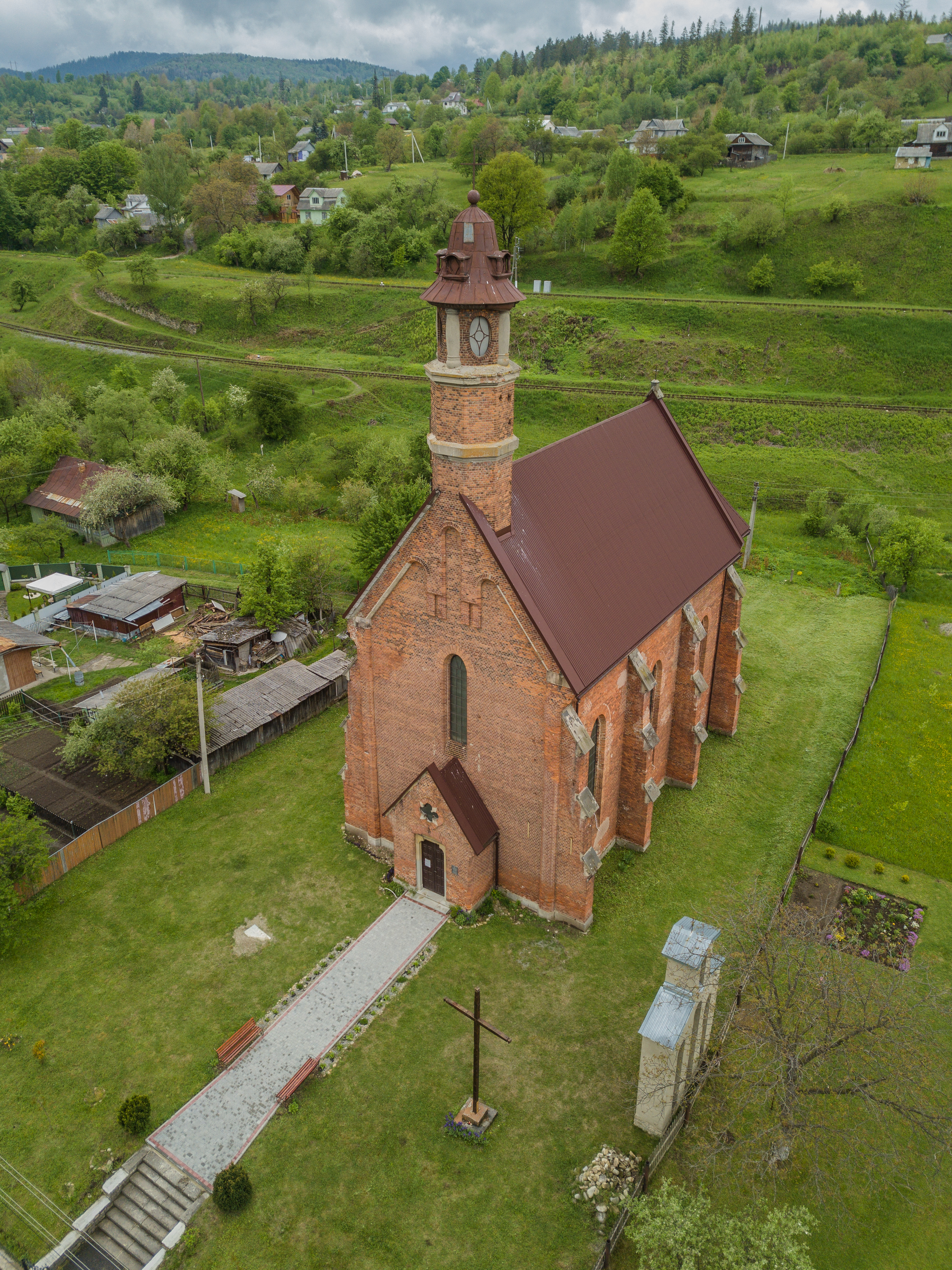
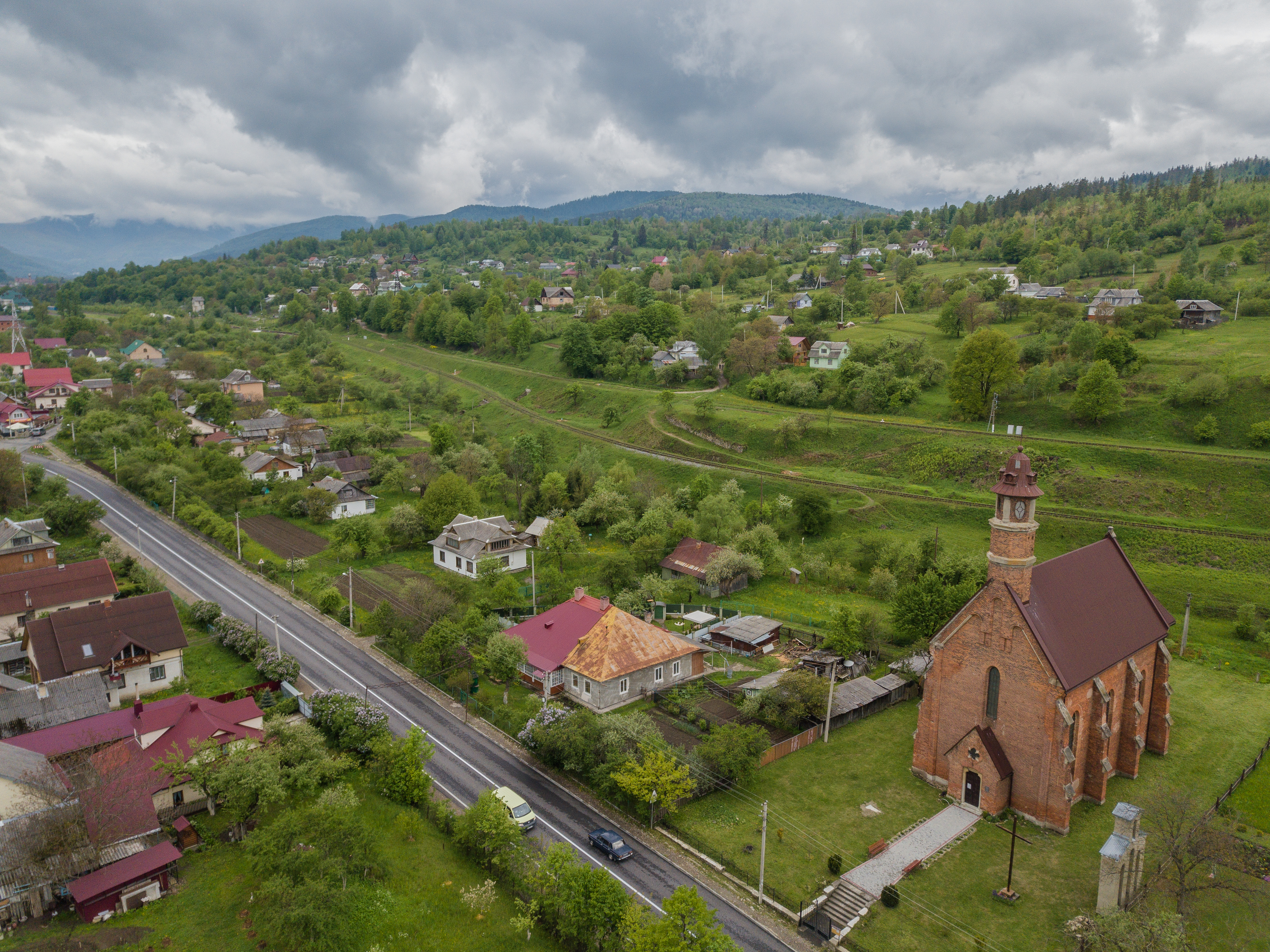
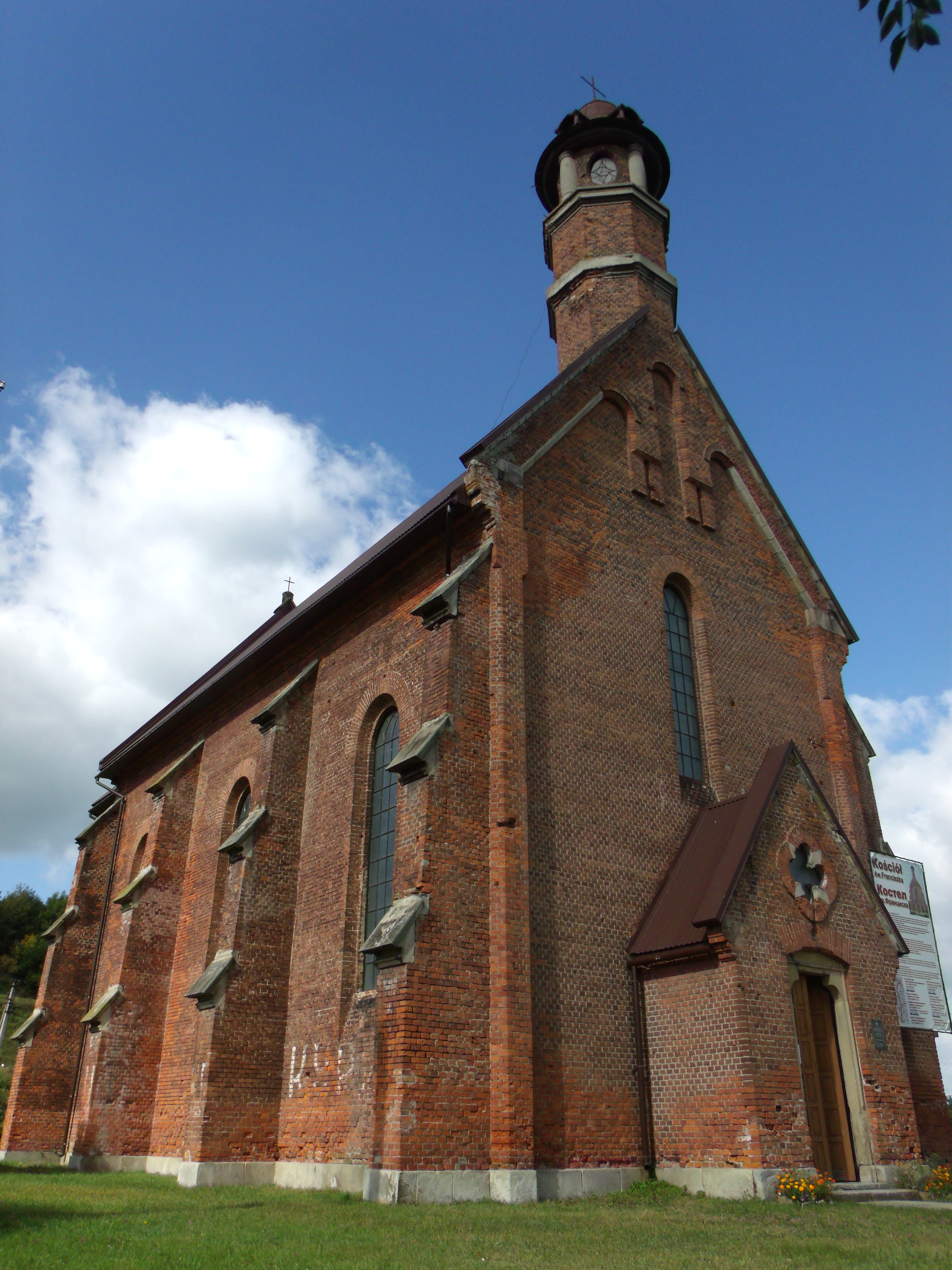